# NGC 6741
NGC 6741 is een planetaire nevel in het sterrenbeeld Arend. Het hemelobject werd op 19 augustus 1882 ontdekt door de Amerikaanse astronoom Edward Charles Pickering.

## Synoniemen
- PK 33-2.1
- J 475